# Antón de Montoro
Antón de Montoro (Montoro, 1404 körül – Córdoba, 1480 körül) 15. századi spanyol szatirikus költő, áttért zsidó, foltozószabó.

## Élete, versei
Életének nagy részét Córdobában töltötte. Bohém, bár szegény városi költő volt, de nem hagyta abba egyszerű foglalkozását sem.
Versei élesen különböznek a 15. századi udvari költők modoros és komoly témájú alkotásaitól. Nem, vagy alig írt szerelmes költeményt, de ontotta a jobbnál-jobb ötleteket. Verseiben szabadszájú, hol egyszerűen csak humoros, máskor gúnyos, de néha a cinizmusig durva; bővelkedik merész állításokban és naturális részletekben. Munkáiban nagy helyet foglal el a szatíra és az írótársakkal folytatott éles polémia. Nem riad vissza sem a sértegetéstől, sem a nyers káromkodástól. Máskor támadásai ártalmatlanabbak; ilyenek tömör, jól irányzott epigrammái.
Ezzel együtt a cordóbai felsőbb körökben szívesen fogadták. Néhány versében magas rangú személyekhez fordul adományért, anyagi támogatásért. 1474-ben a költőnek Sevillába kellett menekülnie a megtért zsidók elleni pogromok miatt. Egy versében I. Izabella kasztíliai királynőnek panaszolta, hogy bár áttért, továbbra is lenézett zsidóként kezelik, és kérte, hogy gyakoroljanak irgalmat sorstársai iránt.
Költészetének természete nem akadályozta meg, hogy tehetségét elismerjék a művelt körökben. Kortársai közül Juan de Mena és Santillana márki is nagyra értékelte, később pedig Lope de Vega – a korabeli költőket kifigurázó hajlama miatt – a „spanyol Martialis”-nak nevezte.
Összegyűjtött verseit „Cancionero de Anton de Montoro” címen Cotarelo y Mori adta ki 1900-ban Madridban.